# Специалист (квалификация)
Специали́ст (от лат. specialis), Дипломированный специалист; Специалитет — квалификация, приобретаемая учащимся (студентом) после освоения специальной программы обучения.
В конкретных специальностях имеет собственное название (например: врач, фармацевт, химик, хореограф и тому подобное).
Специалитет — уровень высшего образования, по окончании которого присваивается квалификация (степень) специалиста. В связи с правилами участия в Болонском процессе, квалификационная степень — «специалист» в ближайшие годы прекратит своё существование для поступающих в вузы стран, участвующих в программе единого европейского высшего образования, останутся академические степени высшего образования: бакалавр, магистр.
В Европейском союзе не существует квалификационной степени «специалист».

## Российская Федерация
Нормативный срок программы подготовки для получения степени (квалификации) «специалист» в России — не менее пяти лет (согласно новому закону об образовании срок обучения по образовательным программам устанавливается Федеральными государственными образовательными стандартами). Квалификация присваивается по результатам защиты дипломного проекта или дипломной работы или итогового экзамена или аттестации (2015—2016 гг) на заседании Государственной аттестационной комиссии и даёт право поступления в магистратуру и аспирантуру. Для ряда медицинских специальностей (лечебное дело, фармация, медико-профилактическое дело, педиатрия, стоматология) дополнительным условием для занятия определённой должности в государственной, муниципальной организации является успешное окончание ординатуры.
Президент России Владимир Путин усомнился в необходимости разделения на магистратуру и бакалавриат для некоторых специальностей. Он предложил возродить старую систему, в частности, для преподавателей некоторых предметов.

### История
Российская империя
В Российской империи не было квалификационной степени специалист.
СССР
Квалификационная степень «специалист», которая появилась после распада СССР в новой интерпретации, отличается от квалификационной степени «специалист», которая была в бывшем СССР.
В бывшем СССР курс обучения в вузах (рассчитанный на 4—6, преимущественно 5 лет) заканчивался сдачей государственных экзаменов или защитой дипломных проектов (работ). В 1964 году срок очного обучения в высших учебных заведениях СССР был установлен следующим:

Сроки очного обучения в высших учебных заведениях по группам специальностей
Инженерно-технические, инженерно-экономические 5 лет, агрономические, зоотехнические, лесного хозяйства 4 года 4 месяца, ветеринария 5 лет, все университетские (кроме правоведения, журналистики, истории) 5 лет, кредитно-финансовые, учётно-статистические, товароведческие, библиотековедческие, библиографические, журналистика, правоведение, история 4 года, международные экономические отношения, международные отношения 5 лет, медицинские 5 лет 6 месяцев, фармацевтические, стоматология 4 года 6 месяцев, физической культуры и спорта 4 года, режиссёрские, музыкально-исполнительские 4 года 6 месяцев, изобразительного искусства 5 лет, актёрские, искусствоведческие, культурно-просветительные — 4 года.
Через год срок обучения увеличился — на ряде специальностей (инженерно-физические, физико-химические, кибернетика, радиоэлектроника и приборостроение, динамика и прочность машин, кораблестроение и авиастроение, судовождение на морских путях, архитектура) до 5 лет и 6 месяцев. По всем университетским специальностям был установлен срок обучения на дневных отделениях 5 лет. Так, в МГУ имени М. В. Ломоносова в сентябре 1963 года установлен 5-летний срок обучения на дневном отделении.

## Казахстан
В 2004 году вузы Казахстана в массовом порядке перешли на систему обучения, соответствующую европейским стандартам. В новой системе обучения степень «специалист» прекратила своё существование.

## Украина
Украина отменяет степень «специалист» в соответствии с новой редакцией закона «О высшем образовании» и правилами европейского высшего образования. Законопроект был принят 1 июля 2014 года.

## Грузия
В связи с правилами участия в Болонском процессе, квалификационная степень «специалист» в Грузии отменена.

## Азербайджан
В Азербайджане отменили квалификационную степень специалист.

## Узбекистан
В связи с международным договором Республики Узбекистан квалификационная степень специалист отменена.

## Молдавия
В Молдавии отменили степень специалист в связи с участием в Болонском процессе.